# 貝倫縣 (哥斯達黎加)
貝倫縣（西班牙語：Cantón de Belén），是哥斯達黎加的縣份，位於該國中北部，由埃雷迪亞省負責管轄，首府設於聖安東尼奧，面積12.15平方公里，海拔高度936米，2011年人口21,633人，人口密度每平方公里1,780.49人。

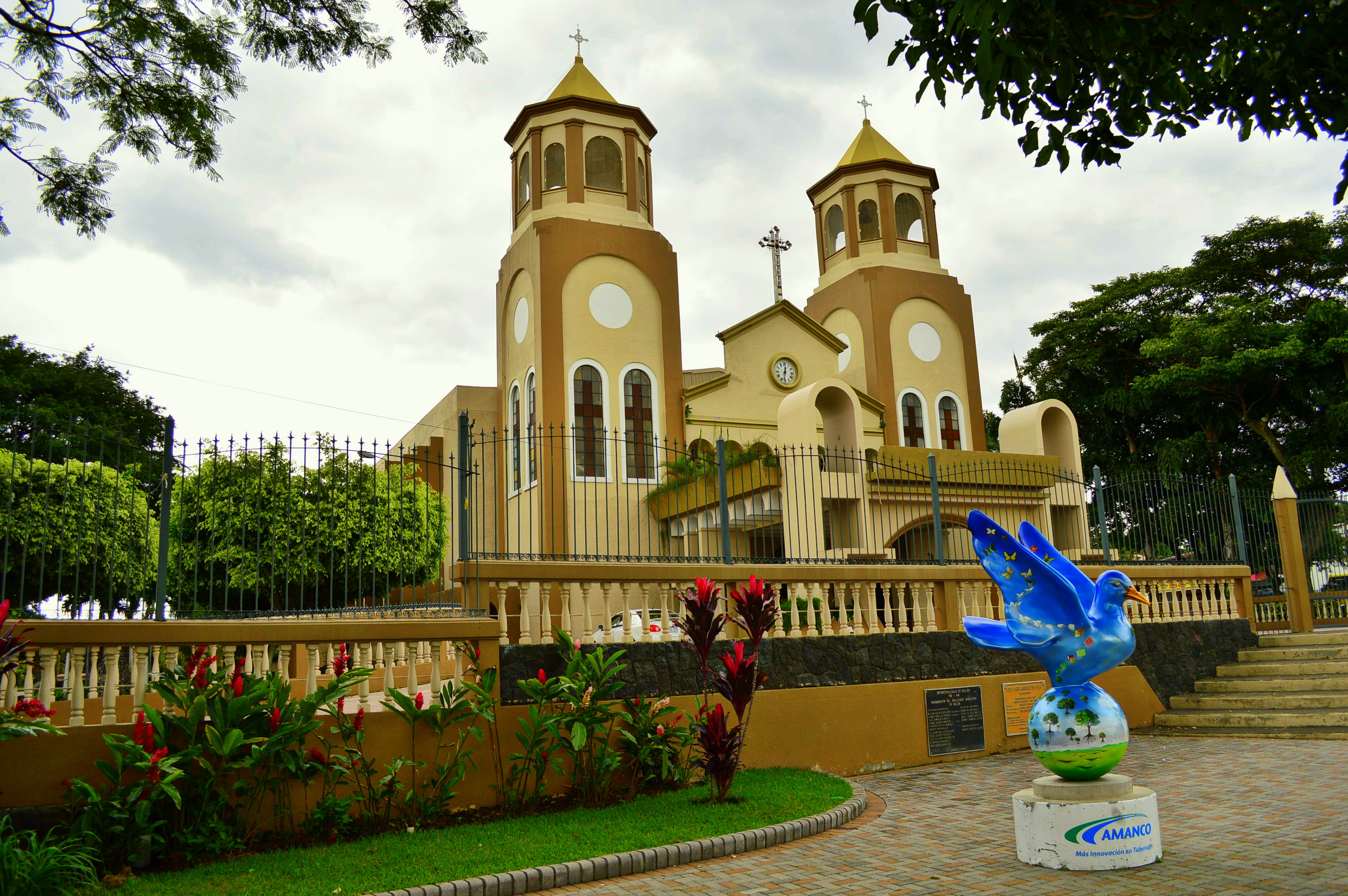